# Seytroux
Seytroux ist eine französische Gemeinde im Département Haute-Savoie in der Region Auvergne-Rhône-Alpes.

## Geographie
Seytroux liegt auf 850 m, 18 Kilometer südöstlich der Stadt Thonon-les-Bains (Luftlinie). Das Bergdorf erstreckt sich im zentralen Chablais, in einem linken Seitental der Dranse de Morzine, in den nördlichen Savoyer Alpen.
Die Fläche des 18,44 km² großen Gemeindegebiets umfasst einen Abschnitt des Vallée d’Aulps. Die östliche Grenze bildet die Dranse de Morzine, die hier in einem abschnittsweise tief eingeschnittenen Tal von Süden nach Norden verläuft. Von diesem Flusslauf erstreckt sich das Gemeindeareal nach Südwesten und nimmt das gesamte Einzugsgebiet des Dorfbachs von Seytroux ein. Dieses waldreiche Tal wird im Norden von der Pointe du Clocher (1492 m), im Westen von der Pointe de la Gay (mit 1802 m die höchste Erhebung von Seytroux) und im Süden von der Grande Pointe (1800 m) und der Pointe des Bouts (1704 m) flankiert.
Zu Seytroux gehören die Weilersiedlungen Saint-Martin (840 m) im Vallée d’Aulps, Le Crêt (870 m) und Les Meuniers (905 m) im Tal von Seytroux sowie verschiedene weitere Weiler. Nachbargemeinden von Seytroux sind La Baume im Norden, Le Biot und Saint-Jean-d’Aulps im Osten sowie Bellevaux im Westen.

## Geschichte
Seytroux wurde erst 1837 eine selbständige Gemeinde, vorher gehörte es zu Le Biot.

## Sehenswürdigkeiten
Die Dorfkirche von Seytroux wurde im 19. Jahrhundert erbaut. Eine Kapelle befindet sich im Weiler Saint-Martin.

## Bevölkerung
| Jahr                       | 1962 | 1968 | 1975 | 1982 | 1990 | 1999 |
| Einwohner                  | 307  | 302  | 271  | 265  | 283  | 285  |
| Quellen: Cassini und INSEE |      |      |      |      |      |      |

Mit 535 Einwohnern (Stand 1. Januar 2022) gehört Seytroux zu den kleinsten Gemeinden des Département Haute-Savoie. In der zweiten Hälfte des 20. Jahrhunderts verblieb die Bevölkerungszahl auf konstantem Niveau. Erst seit 2000 wird eine deutliche Zunahme der Einwohnerzahl verzeichnet.

## Wirtschaft und Infrastruktur
Seytroux ist noch heute ein überwiegend landwirtschaftlich geprägtes Dorf. Die Ortschaft liegt abseits der größeren Durchgangsstraßen, ist aber von der Hauptstraße, die von Thonon-les-Bains nach Morzine führt relativ leicht erreichbar.